# Pauler Gyula-díj
A Pauler Gyula-díj azoknak a levéltárosoknak adományozható állami kitüntetés, akik hosszabb időn át kiemelkedő teljesítményt nyújtottak, és tevékenységükkel, kezdeményezéseikkel szakterületük fejlődését segítik elő.
A díjat évente, augusztus 20-án, négy személy kaphatja. A kitüntetett adományozást igazoló okiratot és érmet kap. Jutalomösszege 200 000 Ft/fő. Az érem kerek alakú, bronzból készült, átmérője 80, vastagsága 8 milliméter. Az érem Szöllőssy Enikő szobrászművész alkotása, egyoldalas, Pauler Gyula domború arcképét ábrázolja, és PAULER GYULA-DÍJ felirattal van ellátva. A kitüntetést első ízben 1992. augusztus 20-án osztották ki.
"A Pauler Gyula-díj – a művelődési és közoktatási miniszter által felkért – kuratóriuma a beérkezett javaslatok értékelése során 
egyhangúlag megerősítette azt a korábbi kuratóriumi állásfoglalást, amelynek értelmében a Szabó Ervin-emlékérem és a Pauler Gyula-díj között fennálló jogfolytonosság alapján annak a személynek, aki a Szabó Ervin-emlékérmet már megkapta, Pauler Gyula-díjat nem adományoz."

## Díjazottak

### 2024
- Szatucsek Zoltán, a Magyar Nemzeti Levéltár főlevéltárosa.[2]

### 2023
- Mózessy Gergely levéltáros, a Székesfehérvári Egyházmegye gyűjteményigazgatója. Levéltári szakterületen hosszabb időn át végzett kiemelkedő teljesítménye elismeréseként[3]

### 2022
- Balogh Béla, Románia Nemzeti Levéltára Máramaros Megyei Igazgatóságának nyugalmazott főlevéltárosa.[4]

### 2021
- Haraszti Viktor, a Budapest Főváros Levéltára főigazgató-helyettese[5]

### 2020
- Zsidi Vilmos, a Budapesti Corvinus Egyetem levéltárának vezetője[6]

### 2019
- Dr. Bernád Rita-Magdolna, a Gyulafehérvári Római Katolikus Érsekség főlevéltárosa
- Dr. Hermann István, a Magyar Nemzeti Levéltár Veszprém Megyei Levéltára korábbi igazgatója, majd főlevéltárosa

### 2018
- Tyekvicska Árpád, a szentendrei Ferenczy Múzeumi Centrum, Muzeológiai Osztály osztályvezetője, a Magyar Nemzeti Levéltár Nógrád Megyei Levéltárának korábbi igazgatója

### 2017
- Dr. Koltai András, a Piarista rend Magyar Tartománya Központi Levéltárának levéltárosa, Magyarországi Egyházi Levéltárosok Egyesületének titkára

### 2016
- Kujbusné dr. Mecsei Éva, a Magyar Nemzeti Levéltár Szabolcs-Szatmár-Bereg Megyei Levéltára igazgatója

### 2015
- Dr. Dominkovits Péter, a Győr-Moson-Sopron Megye Soproni Levéltárának igazgatója[7]

### 2014
- Dr. Géczi Lajos PhD, a Magyar Nemzeti Levéltár Csongrád Megyei Levéltárának főlevéltárosa

### 2013
- Szabadi István főlevéltáros, igazgató, Tiszántúli Egyházkerületi és Kollégiumi Levéltára[8]

### 2012
- Lakatos Andor igazgató, Kalocsai Főegyházmegyei Levéltár[9]
- Dr. Sipos András főlevéltáros, Budapest Főváros Levéltára
- Künstler Ferenc nyugalmazott vezető főtanácsos, közigazgatási főtanácsadó (NKÖM, OKM, NEFMI)
- Bana József igazgató, Győr Megyei Jogú Város Levéltára

### 2011
- Dr. Horváth J. András főlevéltáros, Budapest Főváros Levéltára
- Dr. Hudi József igazgató, Dunántúli Egyházkerület Levéltára
- Dr. Lakos János főlevéltáros, vezető szakfelügyelő, Magyar Országos Levéltár
- Dr. Sipos Gábor, az Erdélyi Református Egyházkerület Kolozsvári Gyűjtőlevéltára levéltárosa, az Erdélyi Múzeum-Egyesület elnöke

### 2010
- Erdész Ádám igazgató, Békés Megyei Levéltár
- Fazekas István főlevéltáros, Magyar Országos Levéltár Bécsi Magyar Levéltári Kirendeltsége
- Petrikné Vámos Ida főosztályvezető, Állambiztonsági Szolgálatok Történeti Levéltára
- Rácz György főosztályvezető, Magyar Országos Levéltár

### 2009
- Borsodi Csaba, az ELTE BTK Történeti Intézet igazgatója, dékán-helyettes
- Breinich Gábor főigazgató-helyettes, Budapest Főváros Levéltára
- Horváth M. Ferenc igazgató, Vác Város Levéltára
- Kapiller Imre főlevéltáros, Zala Megyei Levéltár

### 2008
- Apró Erzsébet igazgató-helyettes, Bács-Kiskun Megyei Levéltár
- Kutassy Ilona igazgató-helyettes, kárpátaljai Állami Levéltár
- Radics Kálmán igazgató, Hajdú-Bihar Megyei Levéltár
- Ress Imre tudományos főmunkatárs, Magyar Tudományos Akadémia Történettudományi Intézet

### 2007
- Csombor Erzsébet igazgató, Komárom-Esztergom Megyei Levéltár
- Dr. Szabó Attila igazgató, Bács-Kiskun Megyei Levéltár
- Trostovszky Gabriella főosztályvezető, Magyar Országos Levéltár

### 2006
- Fodor István igazgató, Zentai Történelmi Levéltár
- Kisasszondy Éva főlevéltáros, Magyar Országos Levéltár
- Nagy Ferenc igazgató, Szabolcs-Szatmár-Bereg Megyei Önkormányzat Levéltára
- Takács Edit főlevéltáros, Budapest Főváros Levéltára

### 2005
- Erdmann Gyula igazgató, Békés Megye Képviselő-testülete Megyei Levéltára
- Érszegi Géza főlevéltáros, főtanácsos, Magyar Országos Levéltár
- Horváth Erzsébet igazgató, Magyarországi Református Egyház Zsinati Levéltára
- Sipos Antal Gézáné főosztályvezető, Magyar Országos Levéltár

### 2004
- Dr. Á. Varga László főigazgató, Budapest Főváros Levéltára
- Dr. Novák Veronika elnök, Szlovák Levéltáros Egyesület
- Dr. Szegőfi Anna főlevéltáros, Budapest Főváros Levéltára
- Dr. Zádorné Zsoldos Mária igazgató, Jász-Nagykun-Szolnok Megyei Levéltár

### 2003
- Szögi László főigazgató, Egyetemi Könyvtár, az MLE elnöke
- Dr. Bariska Istvén levéltárvezető, Vas Megyei Levéltár Kőszegi Fióklevéltára
- Dr. Szita László ny. igazgató, Baranya Megyei Levéltár
- Dr. Tilcsik György igazgató, Vas Megyei Levéltár

### 2002
- Bán Péter igazgató, Heves Megyei Levéltár
- Nyulásziné Straub Éva főosztályvezető, Magyar Országos Levéltár
- Pál-Antal Sándor, a Román Országos Levéltár marosvásárhelyi igazgatója
- Soós László főosztályvezető, Magyar Országos Levéltár

### 2001
- Dr. Egey Tibor igazgató, Pest Megyei Levéltár
- Tirnitz József ny. levéltáros, Győr-Moson-Sopron Megye Soproni Levéltára
- Kiss András romániai magyar levéltáros, jogtörténész, történész

### 2000
- Molnár József, a Nemzeti Kulturális Örökség Minisztériuma Levéltári Osztályának vezetője
- Turbuly Éva, a Győr-Moson-Sopron Megyei Soproni Levéltár igazgatója

### 1999
- Hőgye István, a Borsod-Abaúj-Zemplén Megyei Levéltár Sátoraljaújhelyi Fióklevéltárának igazgatója
- Körmendi Lajos, a Magyar Országos Levéltár főigazgató-helyettese

### 1998
- Dr. Alföldi Vilma osztályvezető, Egészségügyi Minisztérium (a Magyar Levéltárosok Egyesületének volt titkára)
- Dr. Koroknai Ákos főigazgató-helyettes, Magyar Országos Levéltár

### 1997
- Dr. Blazovich László igazgató, Csongrádi Megyei Levéltár

### 1996
- Dr. Beke Margit nyugalmazott igazgató, Esztergomi Prímási és Főkáptalani Levéltár
- Dr. Balogh István nyugalmazott igazgató, Szabolcs-Szatmár-Bereg Megyei Levéltár

### 1995
- Dunai Józsefné igazgatóhelyettes, Csongrád Megyei Levéltár

### 1994
- Böőr László fióklevéltár-igazgató, Pest Megyei Levéltár Nagykőrösi Fióklevéltára
- Szili Ferenc igazgató, Somogy Megyei Levéltár

### 1993
- Borosy András főlevéltáros, főtanácsos, Pest Megyei Levéltár
- Madarász Lajos igazgató, Veszprém Megyei Levéltár

### 1992
- Dóka Klára osztályvezető-helyettes, Magyar Országos Levéltár
- Szíjj Jolán főmunkatárs, Hadtörténelmi Levéltár